# Wolfgang Reitherman
Wolfgang (Woolie) Reitherman (München, 26 juni 1909 - Burbank, 22 mei 1985) was een Amerikaanse filmregisseur, tekenaar, filmproducent en lid van de zogenaamde Disney's Nine Old Men. 
Na zijn jeugd deels in München en in het Amerikaanse Sierra Madre te hebben beleefd, sloot hij zich in 1933 aan bij de animatieafdeling van Disney. Tijdens de Tweede Wereldoorlog schreef hij zich in bij het leger en verliet de studio voor een periode. 
Hij werkte onder andere aan vele bekende scènes in de Disneyanimatiefilms. Hierbij is het opvallend dat Reitherman zich vooral richtte op actiescènes (de achtervolging van de Headless Horseman in The Adventures of Ichabod and Mr. Toad, het gevecht met de draak in Doornroosje, de krokodillenscènes in Peter Pan, etc). In 1959 werd hij Disneys belangrijkste regisseur. Tussen 1959 en 1977 regisseerde hij Doornroosje, 101 Dalmatiërs, Merlijn de Tovenaar, Jungle Boek, De Aristokatten, Robin Hood, Het Grote Verhaal van Winnie de Poeh, en De Reddertjes. Ook was Reitherman filmproducent voor onder andere De Aristokatten, Robin Hood, Het Grote Verhaal van Winnie de Poeh, De Reddertjes en Frank en Frey. Na bijna vijftig jaar ging hij in 1981 met pensioen. Vier jaar later raakte hij betrokken bij een fataal auto-ongeval.
- Biblioteca Nacional de España: XX1288083
- Bibliothèque nationale de France: cb14031093d (data)
- Gemeinsame Normdatei: 139016465
- International Standard Name Identifier: 0000 0003 6861 1329
- Library of Congress Control Number: no00013483
- Nationale Bibliotheek van Tsjechië: xx0164254
- Nationale Bibliotheek van Israël: 987007303955505171
- Nederlandse Thesaurus van Auteursnamen: 071593004
- RKD-Nederlands Instituut voor Kunstgeschiedenis: 320597
- SNAC: w6dz3jdb
- Système universitaire de documentation: 172219418
- Virtual International Authority File: 54346645
- WorldCat: E39PBJwmQBbVdDqwTgh7ryQDv3